# Liste der Bahnhöfe und Haltepunkte in Berlin

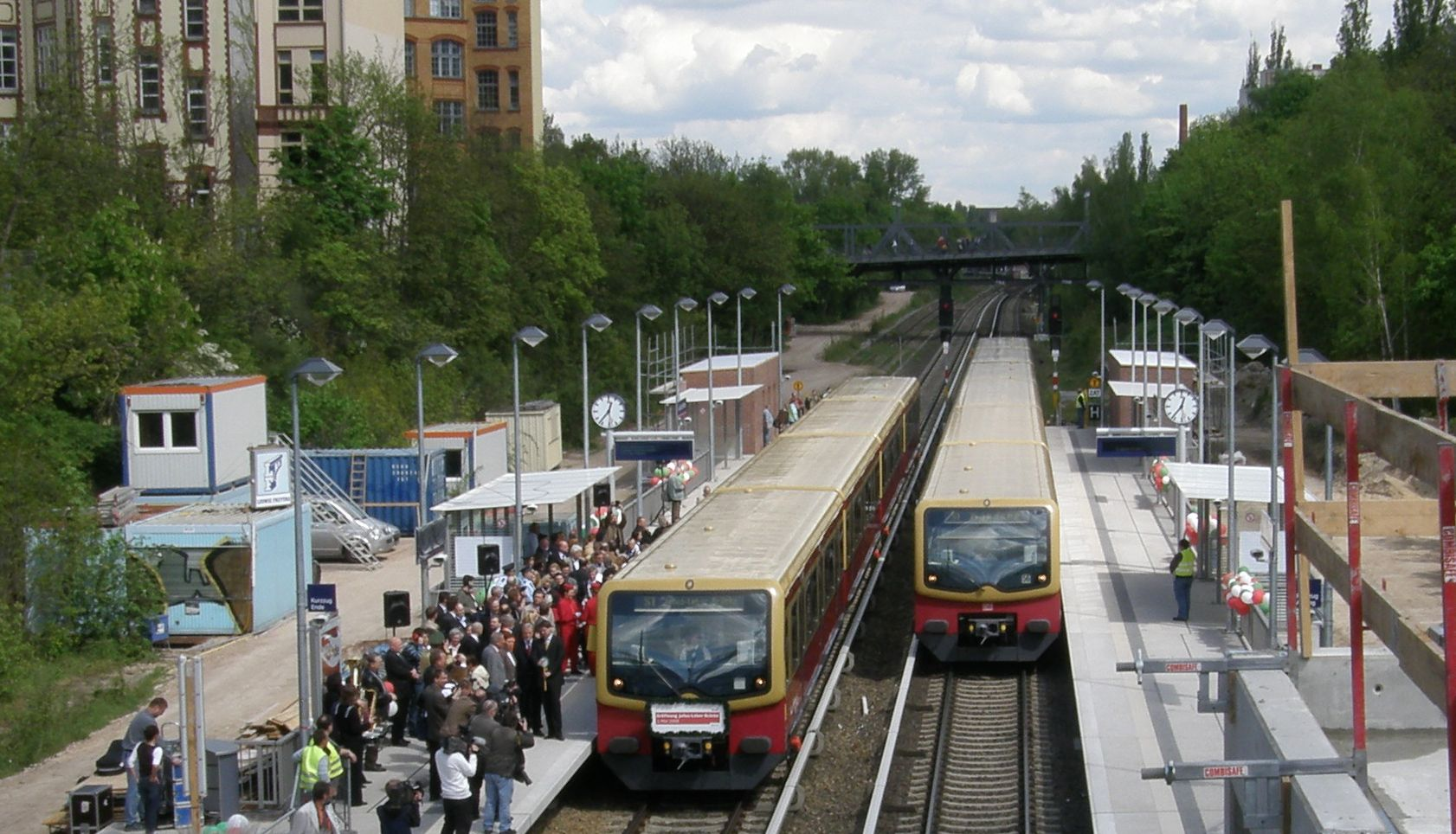
Der 2008 eröffnete S-Bahnhof Julius-Leber-Brücke

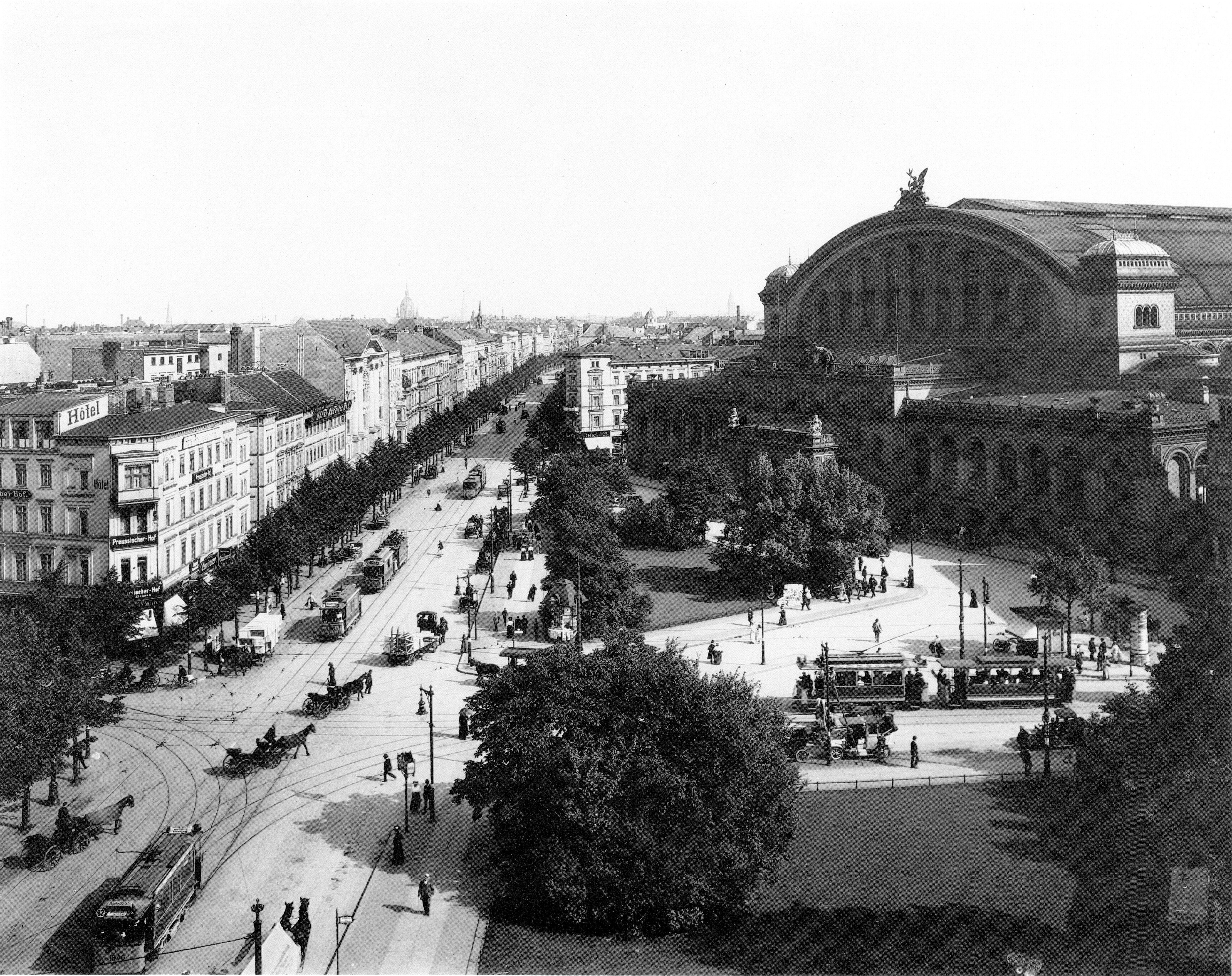
Der im Zweiten Weltkrieg zerstörte Anhalter Bahnhof

Diese Liste behandelt die Bahnhöfe und Haltepunkte in Berlin.  Die 173 U-Bahnhöfe sind Teil einer anderen Liste und sind hier nicht aufgeführt.

## Personenbahnhöfe
Die folgende Tabelle gibt eine Übersicht über die in der Stadt Berlin gegenwärtig bestehenden, ehemaligen und geplanten Bahnhöfe und Haltepunkte mit dem dazugehörigen Bezirk sowie der Zuggattung, die diese Bahnhöfe und Haltepunkte anfährt. Zur besseren Übersicht wird im Tabellenkopf dazu nur eine Beispielzuggattung angegeben.
Typ
Betriebsstelle ist ein Bahnhof (Bf) oder ein Haltepunkt (Hp)
Gl.
Anzahl der Bahnsteiggleise
Ortsteil
Bezirk
Eröffnung
Tag der Eröffnung
Schließung
Tag der Schließung
Kat.
Preisklasse
Bed.
Bedienung durch S für S-Bahn, R für Regionalverkehr, F für Fernverkehr
Strecken
in Betrieb befindliche Strecken (jeweils zur Betriebszeit)
Anm.
Anmerkung

### Derzeit bediente Bahnhöfe
| Station                          | Bild                                | Typ | Gl. | Ortsteil              | Bezirk                     | Eröffnung  | Kat. | Bed.  | Strecken | Anmerkung                |
| -------------------------------- | ----------------------------------- | --- | --- | --------------------- | -------------------------- | ---------- | ---- | ----- | --- | ------------------------ |
| Adlershof                        | Berlin-Adlershof                    | Hp  | 2   | Adlershof             | Treptow-Köpenick           | 08.01.1894 | 4    | S     | Berlin–Görlitz |                          |
| Ahrensfelde                      | Ahrensfelde                         | Bf  | 3   | Marzahn               | Marzahn-Hellersdorf        | 01.05.1898 | 4    | S R   | Berlin–Wriezen |                          |
| Albrechtshof                     | Berlin-Albrechtshof                 | Bf  | 2   | Staaken               | Spandau                    | 01.04.1943 | 5    | R     | Berlin–Hamburg |                          |
| Alexanderplatz                   | Berlin Alexanderplatz               | Bf  | 4   | Mitte                 | Mitte                      | 07.02.1882 | 2    | S R   | Berliner Stadtbahn |                          |
| Altglienicke                     | Berlin-Altglienicke                 | Bf  | 2   | Altglienicke          | Treptow-Köpenick           | 26.08.1962 | 4    | S     | Grünauer Kreuz–Berlin Flughafen BER                                                                                        |                          |
| Alt-Reinickendorf                | Berlin Alt-Reinickendorf            | Hp  | 1   | Reinickendorf         | Reinickendorf              | 01.10.1893 | 6    | S     | Berlin–Kremmen |                          |
| Anhalter Bahnhof                 | Berlin Anhalter Bahnhof             | Bf  | 4   | Kreuzberg             | Friedrichshain-Kreuzberg   | 01.07.1841 | 3    | S     | Berlin–Ludwigsfelde Nord-Süd-Tunnel                                                                                        |                          |
| Attilastraße                     | Berlin Attilastraße                 | Hp  | 2   | Tempelhof             | Tempelhof-Schöneberg       | 15.02.1895 | 5    | S     | Berlin–Dresden |                          |
| Baumschulenweg                   | Berlin-Baumschulenweg               | Bf  | 3   | Baumschulenweg        | Treptow-Köpenick           | 20.05.1890 | 4    | S     | Berlin–Görlitz Baumschulenweg–Neukölln                                                                                     |                          |
| Bellevue                         | Berlin Bellevue                     | Hp  | 2   | Hansaviertel          | Mitte                      | 07.02.1882 | 4    | S     | Berliner Stadtbahn |                          |
| Betriebsbahnhof Rummelsburg      | Betriebsbahnhof Berlin-Rummelsburg  | Bf  | 2   | Rummelsburg           | Lichtenberg                | 05.01.1948 | 4    | S     | Berlin–Wrocław Frankfurter Allee–Rummelsburg VnK-Strecke                                                                   | [ A 1 ]                  |
| Beusselstraße                    | Berlin Beusselstraße                | Hp  | 2   | Moabit                | Mitte                      | 01.05.1894 | 4    | S     | Berliner Ringbahn |                          |
| Biesdorf                         | Berlin-Biesdorf                     | Hp  | 2   | Biesdorf              | Lichtenberg                | 01.08.1885 | 4    | S     | Berlin–Kostrzyn |                          |
| Blankenburg                      | Berlin-Blankenburg                  | Bf  | 2   | Blankenburg           | Pankow                     | 01.06.1877 | 4    | S     | Berlin–Szczecin Berlin-Blankenburg–Hohen Neuendorf Verbindungen zum Berliner Außenring Verbindung zu Tegel–Friedrichsfelde |                          |
| Bornholmer Straße                | Berlin Bornholmer Straße            | Bf  | 4   | Prenzlauer Berg       | Pankow                     | 01.10.1935 | 4    | S     | Berlin–Szczecin Berlin–Stralsund Bornholmer Str.–Schönhauser Allee                                                         |                          |
| Botanischer Garten               | Berlin Botanischer Garten           | Hp  | 2   | Lichterfelde          | Steglitz-Zehlendorf        | 01.05.1909 | 4    | S     | Wannseebahn |                          |
| Brandenburger Tor                | Berlin Brandenburger Tor            | Bf  | 2   | Mitte                 | Mitte                      | 27.07.1936 | 4    | S     | Nord-Süd-Tunnel |                          |
| Buch                             | Berlin-Buch                         | Bf  | 2   | Buch                  | Pankow                     | 26.06.1879 | 5    | S     | Berlin–Szczecin |                          |
| Buckower Chaussee                | Berlin Buckower Chaussee            | Hp  | 2   | Marienfelde           | Tempelhof-Schöneberg       | 15.05.1946 | 5    | S     | Berlin–Dresden |                          |
| Bundesplatz                      | Berlin Bundesplatz                  | Bf  | 2   | Wilmersdorf           | Charlottenburg-Wilmersdorf | 01.05.1892 | 4    | S     | Berliner Ringbahn |                          |
| Charlottenburg                   | Berlin-Charlottenburg               | Bf  | 8   | Charlottenburg        | Charlottenburg-Wilmersdorf | 07.02.1882 | 3    | S R F | Berliner Stadtbahn Berlin–Blankenheim                                                                                      |                          |
| Eichborndamm                     | Berlin Eichborndamm                 | Hp  | 1   | Reinickendorf         | Reinickendorf              | 01.10.1894 | 5    | S     | Berlin–Kremmen |                          |
| Feuerbachstraße                  | Berlin Feuerbachstraße              | Hp  | 2   | Steglitz              | Steglitz-Zehlendorf        | 15.05.1933 | 4    | S     | Wannseebahn |                          |
| Frankfurter Allee                | Berlin Frankfurter Allee            | Hp  | 2   | Friedrichshain        | Friedrichshain-Kreuzberg   | 01.05.1872 | 4    | S     | Berliner Ringbahn |                          |
| Friedenau                        | Berlin-Friedenau                    | Hp  | 2   | Schöneberg            | Tempelhof-Schöneberg       | 01.11.1874 | 4    | S     | Wannseebahn |                          |
| Friedrichsfelde Ost              | Berlin-Friedrichsfelde Ost          | Hp  | 2   | Marzahn               | Marzahn-Hellersdorf        | 01.10.1903 | 4    | S     | Berlin–Kostrzyn |                          |
| Friedrichstraße                  | Berlin Friedrichstraße              | Bf  | 8   | Mitte                 | Mitte                      | 07.02.1888 | 2    | S R   | Berliner Stadtbahn Nord-Süd-Tunnel                                                                                         |                          |
| Friedrichshagen                  | Berlin-Friedrichshagen              | Bf  | 2   | Friedrichshagen       | Treptow-Köpenick           | 23.10.1842 | 4    | S     | Berlin–Wrocław |                          |
| Frohnau                          | Berlin-Frohnau                      | Bf  | 2   | Frohnau               | Reinickendorf              | 01.05.1910 | 4    | S     | Berlin–Stralsund |                          |
| Gehrenseestraße                  | Berlin Gehrensee                    | Hp  | 2   | Alt- Hohenschönhausen | Lichtenberg                | 20.12.1984 | 4    | S     | Springpfuhl–Wartenberg |                          |
| Gesundbrunnen                    | Berlin-Gesundbrunnen                | Bf  | 10  | Gesundbrunnen         | Mitte                      | 01.01.1872 | 1    | S R F | Berliner Ringbahn Berlin–Stralsund Berlin–Szczecin                                                                         |                          |
| Greifswalder Straße              | Berlin Greifswalder Straße          | Bf  | 2   | Prenzlauer Berg       | Pankow                     | 01.05.1875 | 4    | S     | Berliner Ringbahn |                          |
| Grünau                           | Berlin-Grünau                       | Bf  | 4   | Grünau                | Treptow-Köpenick           | 13.09.1866 | 4    | S     | Berlin–Görlitz |                          |
| Grünbergallee                    | Berlin Grünbergallee                | Bf  | 2   | Altglienicke          | Treptow-Köpenick           | 27.05.1962 | 5    | S     | Grünauer Kreuz–Berlin Flughafen BER                                                                                        |                          |
| Grunewald                        | Berlin-Grunewald                    | Bf  | 4   | Grunewald             | Charlottenburg-Wilmersdorf | 01.08.1879 | 4    | S     | Berlin–Blankenheim |                          |
| Hackescher Markt                 | Berlin Hackescher Markt             | Hp  | 2   | Mitte                 | Mitte                      | 07.02.1882 | 4    | S     | Berliner Stadtbahn |                          |
| Halensee                         | Berlin-Halensee                     | Bf  | 2   | Halensee              | Charlottenburg-Wilmersdorf | 15.11.1877 | 4    | S     | Berliner Ringbahn |                          |
| Hauptbahnhof                     | Berlin Hauptbahnhof                 | Bf  | 16  | Moabit                | Mitte                      | 26.05.2006 | 1    | S R F | Berliner Stadtbahn Nord-Süd-Fernbahn Berlin–Lehrte Berlin–Hamburg Hannover–Berlin                                          |                          |
| Heerstraße                       | Berlin-Heerstraße                   | Hp  | 2   | Staaken               | Spandau                    | 01.01.1909 | 5    | S     | Spandauer Vorortbahn |                          |
| Heidelberger Platz               | Berlin Heidelberger Platz           | Hp  | 2   | Wilmersdorf           | Charlottenburg-Wilmersdorf | 15.12.1883 | 4    | S     | Berliner Ringbahn |                          |
| Heiligensee                      | Berlin-Heiligensee                  | Bf  | 2   | Heiligensee           | Reinickendorf              | 01.05.1897 | 4    | S     | Berlin–Kremmen |                          |
| Hermannstraße                    | Berlin-Hermannstraße                | Bf  | 2   | Neukölln              | Neukölln                   | 15.11.1877 | 4    | S     | Berliner Ringbahn Hermannstraße–Zossen                                                                                     |                          |
| Hermsdorf                        | Berlin-Hermsdorf                    | Hp  | 2   | Hermsdorf             | Reinickendorf              | 10.07.1877 | 4    | S     | Berlin–Stralsund |                          |
| Hirschgarten                     | Berlin-Hirschgarten                 | Bf  | 2   | Friedrichshagen       | Treptow-Köpenick           | 01.05.1894 | 4    | S     | Berlin–Wrocław |                          |
| Hohenschönhausen                 | Berlin-Hohenschönhausen             | Bf  | 4   | Neu- Hohenschönhausen | Lichtenberg                | 20.12.1984 | 3    | S R   | Berliner Außenring Springpfuhl–Wartenberg                                                                                  |                          |
| Hohenzollerndamm                 | Berlin Hohenzollerndamm             | Hp  | 2   | Halensee              | Charlottenburg-Wilmersdorf | 01.11.1910 | 4    | S     | Berliner Ringbahn |                          |
| Humboldthain                     | Berlin Humboldthain                 | Hp  | 2   | Gesundbrunnen         | Mitte                      | 31.01.1935 | 5    | S     | Berlin–Szczecin |                          |
| Innsbrucker Platz                | Berlin Innsbrucker Platz            | Hp  | 2   | Friedenau             | Tempelhof-Schöneberg       | 01.07.1933 | 4    | S     | Berliner Ringbahn |                          |
| Jannowitzbrücke                  | Berlin Jannowitzbrücke              | Bf  | 2   | Mitte                 | Mitte                      | 07.02.1882 | 4    | S     | Berliner Stadtbahn |                          |
| Johannisthal                     | Johannisthal                        | Hp  | 2   | Johannisthal          | Treptow-Köpenick           | 11.07.1945 | 5    | S     | Berlin–Görlitz |                          |
| Julius-Leber-Brücke              | Berlin Julius-Leber-Brücke          | Hp  | 2   | Schöneberg            | Tempelhof-Schöneberg       | 02.05.2008 | 4    | S     | Wannseebahn |                          |
| Jungfernheide                    | Berlin Jungfernheide                | Bf  | 4   | Charlottenburg-Nord   | Charlottenburg-Wilmersdorf | 01.05.1894 | 4    | S R   | Berliner Ringbahn Berlin–Hamburg                                                                                           |                          |
| Karl-Bonhoeffer-Nervenklinik     | Berlin Karl-Bonhoeffer-Nervenklinik | Hp  | 1   | Reinickendorf         | Reinickendorf              | 01.10.1893 | 6    | S     | Berlin–Kremmen |                          |
| Karlshorst                       | Berlin-Karlshorst                   | Bf  | 2   | Karlshorst            | Lichtenberg                | 01.05.1895 | 3    | S     | Berlin–Wrocław |                          |
| Karow                            | Berlin-Karow                        | Bf  | 2   | Karow                 | Pankow                     | 15.11.1882 | 5    | S R   | Berlin–Szczecin Berlin-Karow–Fichtengrund                                                                                  |                          |
| Kaulsdorf                        | Berlin-Kaulsdorf                    | Bf  | 2   | Kaulsdorf             | Marzahn-Hellersdorf        | 25.08.1869 | 5    | S     | Berlin–Kostrzyn |                          |
| Köllnische Heide                 | Berlin Köllnische Heide             | Hp  | 2   | Neukölln              | Neukölln                   | 16.08.1920 | 5    | S     | Baumschulenweg–Neukölln |                          |
| Köpenick                         | Berlin-Köpenick                     | Bf  | 2   | Köpenick              | Treptow-Köpenick           | 23.10.1842 | 4    | S     | Berlin–Wrocław |                          |
| Landsberger Allee                | Berlin Landsberger Allee            | Hp  | 2   | Prenzlauer Berg       | Pankow                     | 01.05.1895 | 4    | S     | Berliner Ringbahn |                          |
| Lankwitz                         | Berlin-Lankwitz                     | Bf  | 1   | Lankwitz              | Steglitz-Zehlendorf        | 01.12.1895 | 6    | S     | Berlin–Ludwigsfelde |                          |
| Lichtenberg                      | Berlin-Lichtenberg                  | Bf  | 8   | Lichtenberg           | Lichtenberg                | 1881       | 2    | S R F | Berlin–Kostrzyn Berlin–Wriezen Frankfurter Allee–Rummelsburg Zubringer zum Berliner Außenring                              |                          |
| Lichtenrade                      | Berlin-Lichtenrade                  | Bf  | 2   | Lichtenrade           | Tempelhof-Schöneberg       | 01.06.1883 | 5    | S     | Berlin–Dresden |                          |
| Lichterfelde Ost                 | Berlin-Lichterfelde Ost             | Bf  | 4   | Lichterfelde          | Steglitz-Zehlendorf        | 20.09.1868 | 3    | S R   | Berlin–Ludwigsfelde Berlin–Halle                                                                                           |                          |
| Lichterfelde Süd                 | Berlin-Lichterfelde Süd             | Bf  | 2   | Lichterfelde          | Steglitz-Zehlendorf        | 01.08.1893 | 5    | S     | Berlin–Ludwigsfelde Lichterfelde Süd–Teltow Stadt                                                                          |                          |
| Lichterfelde West                | Berlin-Lichterfelde West            | Bf  | 2   | Lichterfelde          | Steglitz-Zehlendorf        | 15.12.1872 | 4    | S     | Wannseebahn Berlin–Potsdam                                                                                                 |                          |
| Mahlsdorf                        | Berlin-Mahlsdorf                    | Bf  | 4   | Mahlsdorf             | Marzahn-Hellersdorf        | 01.09.1895 | 4    | S R   | Berlin–Kostrzyn |                          |
| Marienfelde                      | Berlin-Marienfelde                  | Bf  | 2   | Marienfelde           | Tempelhof-Schöneberg       | 17.06.1875 | 5    | S     | Berlin–Dresden |                          |
| Marzahn                          | Berlin-Marzahn                      | Bf  | 2   | Marzahn               | Marzahn-Hellersdorf        | 01.05.1898 | 4    | S     | Berlin–Wriezen |                          |
| Mehrower Allee                   | Berlin Mehrower Allee               | Bf  | 2   | Marzahn               | Marzahn-Hellersdorf        | 15.12.1980 | 4    | S     | Berlin–Wriezen |                          |
| Messe Nord/ZOB                   | Berlin Messe Nord/ICC               | Hp  | 2   | Charlottenburg        | Charlottenburg-Wilmersdorf | 01.04.1916 | 4    | S     | Berliner Ringbahn |                          |
| Messe Süd                        | Berlin Messe Süd                    | Hp  | 2   | Westend               | Charlottenburg-Wilmersdorf | 23.08.1928 | 5    | S     | Spandauer Vorortbahn |                          |
| Mexikoplatz                      | Berlin Mexikoplatz                  | Hp  | 2   | Zehlendorf            | Steglitz-Zehlendorf        | 01.11.1904 | 4    | S     | Wannseebahn |                          |
| Neukölln                         | Berlin-Neukölln                     | Bf  | 2   | Neukölln              | Neukölln                   | 01.01.1872 | 3    | S     | Berliner Ringbahn Baumschulenweg–Neukölln                                                                                  |                          |
| Nikolassee                       | Berlin-Nikolassee                   | Hp  | 4   | Nikolassee            | Steglitz-Zehlendorf        | 01.05.1902 | 4    | S     | Wannseebahn Berlin–Blankenheim                                                                                             |                          |
| Nordbahnhof                      | Berlin Nordbahnhof                  | Bf  | 4   | Mitte                 | Mitte                      | 01.08.1842 | 4    | S     | Nord-Süd-Tunnel | ehem.: Stettiner Bahnhof |
| Oberspree                        | Berlin Oberspree                    | Hp  | 1   | Niederschöneweide     | Treptow-Köpenick           | 01.04.1892 | 5    | S     | Schöneweide–Spindlersfeld                                                                                                  |                          |
| Olympiastadion                   | Berlin Olympiastadion               | Bf  | 10  | Berlin-Westend        | Charlottenburg-Wilmersdorf | 23.05.1909 | 3    | S     | Spandauer Vorortbahn |                          |
| Oranienburger Straße             | Berlin Oranienburger Straße         | Bf  | 2   | Mitte                 | Mitte                      | 28.05.1936 | 4    | S     | Nord-Süd-Tunnel |                          |
| Osdorfer Straße                  | Berlin Osdorfer Straße              | Hp  | 2   | Lichterfelde          | Steglitz-Zehlendorf        | 25.09.1998 | 5    | S     | Berlin–Halle |                          |
| Ostbahnhof                       | Berlin Ostbahnhof                   | Bf  | 9   | Friedrichshain        | Friedrichshain-Kreuzberg   | 23.10.1842 | 1    | S R F | Berliner Stadtbahn Berlin–Wrocław Berlin–Kostrzyn                                                                          |                          |
| Ostkreuz                         | Berlin Ostkreuz                     | Bf  | 12  | Friedrichshain        | Friedrichshain-Kreuzberg   | 07.02.1882 | 3    | S R   | Berliner Ringbahn Berlin–Wrocław Berlin–Kostrzyn                                                                           |                          |
| Pankow                           | Berlin-Pankow                       | Bf  | 2   | Pankow                | Pankow                     | 15.10.1880 | 4    | S     | Berlin–Szczecin |                          |
| Pankow-Heinersdorf               | Berlin-Pankow-Heinersdorf           | Hp  | 2   | Pankow                | Pankow                     | 01.10.1893 | 5    | S     | Berlin–Szczecin |                          |
| Pichelsberg                      | Berlin-Pichelsberg                  | Bf  | 2   | Westend               | Charlottenburg-Wilmersdorf | 05.09.1911 | 5    | S     | Spandauer Vorortbahn |                          |
| Plänterwald                      | Berlin-Plänterwald                  | Hp  | 2   | Plänterwald           | Treptow-Köpenick           | 03.06.1956 | 4    | S     | Berlin–Görlitz |                          |
| Poelchaustraße                   | Berlin Poelchaustraße               | Hp  | 2   | Marzahn               | Marzahn-Hellersdorf        | 28.09.1979 | 4    | S     | Berlin–Wriezen |                          |
| Potsdamer Platz                  | Berlin Potsdamer Platz              | Bf  | 8   | Mitte                 | Mitte                      | 15.04.1939 | 2    | S R   | Nord-Süd-Tunnel Nord-Süd-Fernbahn                                                                                          |                          |
| Prenzlauer Allee                 | Berlin Prenzlauer Allee             | Hp  | 2   | Prenzlauer Berg       | Pankow                     | 01.05.1892 | 4    | S     | Berliner Ringbahn |                          |
| Priesterweg                      | Berlin Priesterweg                  | Bf  | 4   | Schöneberg            | Tempelhof-Schöneberg       | 07.10.1928 | 4    | S     | Berlin–Dresden Berlin–Ludwigsfelde                                                                                         |                          |
| Rahnsdorf                        | Berlin-Rahnsdorf                    | Bf  | 2   | Rahnsdorf             | Treptow-Köpenick           | 15.05.1879 | 5    | S     | Berlin–Wrocław |                          |
| Raoul-Wallenberg-Straße          | Berlin Raoul-Wallenberg-Straße      | Hp  | 2   | Marzahn               | Marzahn-Hellersdorf        | 15.12.1980 | 4    | S     | Berlin–Wriezen |                          |
| Rathaus Steglitz                 | Berlin Rathaus Steglitz             | Hp  | 2   | Steglitz              | Steglitz-Zehlendorf        | 13.06.1839 | 4    | S     | Wannseebahn Berlin–Potsdam                                                                                                 |                          |
| Rummelsburg                      | Berlin-Rummelsburg                  | Hp  | 2   | Rummelsburg           | Lichtenberg                | 1882       | 4    | S     | Berlin–Wrocław |                          |
| Savignyplatz                     | Berlin Savignyplatz                 | Hp  | 2   | Charlottenburg        | Charlottenburg-Wilmersdorf | 01.08.1896 | 4    | S     | Berliner Stadtbahn |                          |
| Schichauweg                      | Berlin Schichauweg                  | Hp  | 2   | Lichtenrade           | Tempelhof-Schöneberg       | 01.12.1990 | 5    | S     | Berlin–Dresden |                          |
| Schlachtensee                    | Berlin-Schlachtensee                | Hp  | 2   | Schlachtensee         | Steglitz-Zehlendorf        | 01.06.1874 | 4    | S     | Wannseebahn |                          |
| Schöneberg                       | Berlin-Schöneberg                   | Bf  | 4   | Schöneberg            | Tempelhof-Schöneberg       | 01.03.1933 | 3    | S     | Berliner Ringbahn Wannseebahn                                                                                              |                          |
| Schöneweide                      | Berlin-Schöneweide                  | Bf  | 6   | Niederschöneweide     | Treptow-Köpenick           | 24.05.1868 | 3    | S R   | Berlin–Görlitz Schöneweide–Spindlersfeld                                                                                   |                          |
| Schönhauser Allee                | Berlin Schönhauser Allee            | Bf  | 2   | Prenzlauer Berg       | Pankow                     | 01.08.1879 | 4    | S     | Berliner Ringbahn Bornholmer Str.–Schönhauser Allee                                                                        |                          |
| Schönholz                        | Berlin-Schönholz                    | Bf  | 2   | Niederschönhausen     | Pankow                     | 10.07.1877 | 5    | S     | Berlin–Stralsund Berlin–Kremmen                                                                                            |                          |
| Schulzendorf (b Tegel)           | Berlin-Schulzendorf                 | Bf  | 1   | Heiligensee           | Reinickendorf              | 01.10.1893 | 5    | S     | Berlin–Kremmen |                          |
| Sonnenallee                      | Berlin Sonnenallee                  | Hp  | 2   | Neukölln              | Neukölln                   | 01.10.1912 | 4    | S     | Berliner Ringbahn |                          |
| Spandau                          | Berlin-Spandau                      | Bf  | 6   | Spandau               | Spandau                    | 15.07.1910 | 2    | S R F | Berlin–Hamburg Berlin–Lehrte Hannover–Berlin Spandauer Vorortbahn                                                          |                          |
| Spindlersfeld                    | Berlin-Spindlersfeld                | Bf  | 1   | Köpenick              | Treptow-Köpenick           | 01.04.1892 | 5    | S     | Schöneweide–Spindlersfeld                                                                                                  |                          |
| Springpfuhl                      | Berlin Springpfuhl                  | Bf  | 2   | Marzahn               | Lichtenberg                | 30.12.1976 | 4    | S     | Wriezener Bahn Springpfuhl–Wartenberg                                                                                      |                          |
| Staaken                          | Berlin-Staaken                      | Hp  | 2   | Staaken               | Spandau                    | 1900       | 6    | R     | Berlin–Lehrte |                          |
| Storkower Straße                 | Berlin Storkower Straße             | Hp  | 2   | Prenzlauer Berg       | Pankow                     | 04.05.1881 | 4    | S     | Berliner Ringbahn |                          |
| Stresow                          | Berlin-Stresow                      | Hp  | 2   | Spandau               | Spandau                    | 15.10.1846 | 5    | S     | Spandauer Vorortbahn Berlin–Hamburg Berlin–Lehrte                                                                          |                          |
| Südende                          | Berlin-Südende                      | Bf  | 2   | Steglitz              | Steglitz-Zehlendorf        | 15.08.1880 | 5    | S     | Berlin–Halle |                          |
| Südkreuz                         | Berlin Südkreuz                     | Bf  | 10  | Schöneberg            | Tempelhof-Schöneberg       | 26.05.2006 | 1    | S R F | Berlin–Halle Berlin–Ludwigsfelde Berlin–Dresden Nord-Süd-Fernbahn Berliner Ringbahn                                        |                          |
| Sundgauer Straße                 | Berlin Sundgauer Straße             | Hp  | 2   | Zehlendorf            | Steglitz-Zehlendorf        | 01.07.1934 | 5    | S     | Wannseebahn |                          |
| Tegel                            | Berlin-Tegel                        | Bf  | 2   | Tegel                 | Reinickendorf              | 01.10.1893 | 5    | S     | Berlin–Kremmen |                          |
| Tempelhof                        | Berlin-Tempelhof                    | Hp  | 2   | Tempelhof             | Tempelhof-Schöneberg       | 01.01.1872 | 4    | S     | Berliner Ringbahn |                          |
| Tiergarten                       | Berlin-Tiergarten                   | Hp  | 2   | Hansaviertel          | Mitte                      | 05.01.1885 | 4    | S     | Berliner Stadtbahn |                          |
| Treptower Park                   | Berlin Treptower Park               | Bf  | 4   | Alt-Treptow           | Treptow-Köpenick           | 01.02.1875 | 4    | S     | Berliner Ringbahn Berlin–Görlitz                                                                                           |                          |
| Waidmannslust                    | Berlin-Waidmannslust                | Bf  | 2   | Waidmannslust         | Reinickendorf              | 20.05.1884 | 4    | S     | Berlin–Stralsund |                          |
| Wannsee                          | Berlin-Wannsee                      | Bf  | 7   | Wannsee               | Steglitz-Zehlendorf        | 01.06.1874 | 2    | S R F | Wannseebahn Berlin–Blankenheim                                                                                             |                          |
| Warschauer Straße                | Berlin Warschauer Straße            | Bf  | 4   | Friedrichshain        | Friedrichshain-Kreuzberg   | 11.08.1884 | 4    | S     | Berlin–Kostrzyn Berlin–Wrocław Berlin–Görlitz                                                                              |                          |
| Wartenberg                       | Berlin-Wartenberg                   | Bf  | 2   | Neu-Hohenschönhausen  | Lichtenberg                | 20.12.1985 | 4    | S     | Springpfuhl–Wartenberg |                          |
| Wedding                          | Berlin-Wedding                      | Hp  | 4   | Wedding               | Mitte                      | 01.05.1872 | 4    | S     | Berliner Ringbahn |                          |
| Westend                          | Berlin-Westend                      | Bf  | 2   | Charlottenburg        | Charlottenburg-Wilmersdorf | 15.11.1877 | 4    | S     | Berliner Ringbahn |                          |
| Westhafen                        | Berlin Westhafen                    | Hp  | 2   | Moabit                | Mitte                      | 01.10.1898 | 4    | S     | Berliner Ringbahn |                          |
| Westkreuz                        | Berlin Westkreuz                    | Bf  | 6   | Charlottenburg        | Charlottenburg-Wilmersdorf | 10.12.1928 | 3    | S     | Berliner Ringbahn Berlin–Blankenheim Spandauer Vorortbahn                                                                  |                          |
| Wilhelmsruh                      | Berlin-Wilhelmsruh                  | Hp  | 2   | Reinickendorf         | Reinickendorf              | 10.07.1877 | 5    | S     | Berlin–Stralsund |                          |
| Wilhelmshagen                    | Berlin-Wilhelmshagen                | Hp  | 2   | Rahnsdorf             | Treptow-Köpenick           | 15.11.1882 | 5    | S     | Berlin–Wrocław |                          |
| Wittenau                         | Berlin-Wittenau                     | Hp  | 2   | Wittenau              | Reinickendorf              | 10.07.1877 | 4    | S     | Berlin–Stralsund |                          |
| Wollankstraße                    | Berlin Wollankstraße                | Hp  | 2   | Pankow                | Pankow                     | 10.07.1877 | 4    | S     | Berlin–Stralsund |                          |
| Wuhletal                         | Berlin Wuhletal                     | Bf  | 2   | Biesdorf              | Marzahn-Hellersdorf        | 01.07.1989 | 4    | S     | Berlin–Kostrzyn | [ A 2 ]                  |
| Wuhlheide                        | Berlin Wuhlheide                    | Hp  | 2   | Köpenick              | Treptow-Köpenick           | 1877       | 5    | S     | Berlin–Wrocław Berliner Außenring                                                                                          |                          |
| Yorckstraße                      | Yorckstraße                         | Hp  | 2   | Schöneberg            | Tempelhof-Schöneberg       | 01.05.1903 | 4    | S     | Berlin–Halle Berlin–Dresden                                                                                                |                          |
| Yorckstraße (Großgörschenstraße) | Yorckstraße (Großgörschenstraße)    | Bf  | 2   | Schöneberg            | Tempelhof-Schöneberg       | 01.10.1891 | 4    | S     | Wannseebahn |                          |
| Zehlendorf                       | Berlin-Zehlendorf                   | Bf  | 2   | Zehlendorf            | Steglitz-Zehlendorf        | 22.09.1838 | 4    | S     | Wannseebahn Berlin–Potsdam                                                                                                 |                          |
| Zoologischer Garten              | Berlin Zoologischer Garten          | Bf  | 6   | Charlottenburg        | Charlottenburg-Wilmersdorf | 07.02.1882 | 2    | S R F | Berliner Stadtbahn |                          |

Anmerkungen:
1. ↑  Haltepunkt der S-Bahn neben Betriebsbahnhof der Fernbahn
2. ↑  S- und U-Bahn halten an denselben beiden Mittelbahnsteigen (insgesamt 4 Gleise mit U-Bahn).

### Bahnhöfe mit sporadischer Bedienung
| Station            | Typ | Gl. | Ortsteil / Gemeinde / Stadt | Bezirk/Stadt /Landkreis | Eröffnung | Betriebszeiten    | Strecken       | Anm.           |
| ------------------ | --- | --- | --------------------------- | ----------------------- | --------- | ----------------- | -------------- | -------------- |
| Märkisches Viertel |     |     | Märkisches Viertel          | Reinickendorf           |           | nur Sonderfahrten | Heidekrautbahn | Eigentümer NEB |

### Frühere Personenbahnhöfe
| Station                   | Ortsteil          | Bezirk                   | Eröffnung          | Schließung    | Betriebs zeit | Strecken                                            | Anm.    |
| ------------------------- | ----------------- | ------------------------ | ------------------ | ------------- | ------------- | --------------------------------------------------- | ------- |
| Ausstellung               | Alt-Treptow       | Treptow-Köpenick         |                    | 1896          |               | Berlin–Görlitz                                      |         |
| Blankenfelde              | Blankenfelde      | Pankow                   |                    | 1983          |               | Heidekrautbahn                                      |         |
| Britz                     | Britz             | Neukölln                 |                    | 1955          |               | Neukölln–Mittenwalde                                |         |
| Buckow                    | Buckow            | Neukölln                 |                    | 1955          |               | Neukölln–Mittenwalde                                |         |
| Dresdener Bahnhof         | Kreuzberg         | Friedrichshain-Kreuzberg | 17. Juni 1875      | 1882          | 7 Jahre       | Berlin–Dresden                                      |         |
| Düppel                    | Zehlendorf        | Steglitz-Zehlendorf      | 15. Juni 1939      | 1980          |               | Berlin–Potsdam                                      |         |
| Eichwalde-Schmöckwitz     | Schmöckwitz       | Treptow-Köpenick         |                    | 1898          |               | Berlin–Görlitz                                      |         |
| Friedrichsfelde Friedhof  | Friedrichsfelde   | Lichtenberg              |                    | 1918          |               | Berlin–Wriezen                                      |         |
| Gartenfeld                | Siemensstadt      | Spandau                  |                    | 1980          |               | Jungfernheide–Gartenstadt                           |         |
| Görlitzer Bahnhof         | Kreuzberg         | Friedrichshain-Kreuzberg | 13. Sep. 1866      | 30. Apr. 1951 | 85 Jahre      | Berlin–Görlitz                                      |         |
| Hamburger Bahnhof         | Moabit            | Mitte                    |                    | 1884          |               | Berlin–Hamburg                                      |         |
| Kanne                     | Niederschöneweide | Treptow-Köpenick         | 15. Mai 1881       | 1887          |               | Berlin–Görlitz                                      |         |
| Kohlhasenbrück            | Wannsee           | Steglitz-Zehlendorf      |                    |               |               | Wannseebahn                                         | [ A 1 ] |
| Kolonnenstraße            | Schöneberg        | Tempelhof-Schöneberg     |                    | 1944          |               | Südringspitzkehre                                   |         |
| Lehrter Bahnhof           | Moabit            | Mitte                    | 1868               | 1951          | 83 Jahre      | Berlin–Hamburg Berlin–Lehrte                        |         |
| Lehrter Stadtbahnhof      | Moabit            | Mitte                    | 15. Mai 1882       | 2002          | 120 Jahre     | Berliner Stadtbahn                                  |         |
| Lichtenrade (GAR)         | Lichtenrade       | Tempelhof-Schöneberg     |                    | 1951          |               | Güteraußenring                                      |         |
| Magerviehhof              | Friedrichsfelde   | Lichtenberg              |                    | 1945          |               | Berlin–Wriezen                                      |         |
| Militärbahnhof            | Schöneberg        | Tempelhof-Schöneberg     | 1888               | 1919          |               | Militärbahn                                         | [ A 2 ] |
| Nordbahnhof (alt)         | Gesundbrunnen     | Mitte                    | 1890               | 1898          | 8 Jahre       | Berlin–Stralsund Verbindungen zur Berliner Ringbahn | [ A 3 ] |
| Ostbahnhof (alt)          | Friedrichshain    | Friedrichshain-Kreuzberg | 1867               | 1882          | 15 Jahre      | Berlin–Kostrzyn                                     | [ A 4 ] |
| Potsdamer Ringbahnhof     | Tiergarten        | Mitte                    | 1891               | 1945          |               | Berlin–Halle Südringspitzkehre                      |         |
| Potsdamer Bahnhof         | Tiergarten        | Mitte                    | 1838               | 1944          |               | Berlin–Potsdam                                      | [ A 5 ] |
| Rosenthal                 | Rosenthal         | Pankow                   |                    | 1961          |               | Heidekrautbahn                                      | [ A 6 ] |
| Rudow                     | Rudow             | Neukölln                 |                    | 1955          |               | Neukölln–Mittenwalde                                |         |
| Rudow West                | Rudow             | Neukölln                 |                    | 1955          |               | Neukölln–Mittenwalde                                |         |
| Siemensstadt              | Siemensstadt      | Spandau                  |                    | 1980          |               | Jungfernheide–Gartenfeld                            |         |
| Siemensstadt-Fürstenbrunn | Siemensstadt      | Spandau                  | 1. Juni 1905       | 1980          | 75 Jahre      | Berlin–Hamburg                                      |         |
| Stadtgrenze               |                   |                          |                    | 1955          |               | Neukölln–Mittenwalde                                |         |
| Teltowkanal               |                   |                          |                    | 1955          |               | Neukölln-Mittenwalder Eisenbahn                     |         |
| Wannseebahnhof            | Tiergarten        | Mitte                    | 1891               | 1944          |               | Wannseebahn                                         |         |
| Wernerwerk                | Siemensstadt      | Spandau                  |                    | 1980          |               | Jungfernheide–Gartenfeld                            |         |
| Wriezener Bahnhof         | Friedrichshain    | Friedrichshain-Kreuzberg | 1903               | 1949          | 46 Jahre      | Berlin–Wriezen                                      |         |
| Zehlendorf Süd            | Zehlendorf        | Steglitz-Zehlendorf      | 20. September 1972 | 1980          |               | Berlin–Potsdam                                      |         |

Anmerkungen:
1. ↑  Provisorium 1946
2. ↑  1875–1888 nichtöffentlicher Personen und Güterverkehr, für den Güterverkehr unter dem Namen Berlin Kolonnenstraße bis ca. 1980 in Betrieb
3. ↑  für den Güterverkehr von 1877 bis 1985 in Betrieb
4. ↑  für den Güterverkehr auch danach in Betrieb, ab 1950 Teil des Wriezener Bahnhofs
5. ↑  für den Güterverkehr bis 1980 in Betrieb
6. ↑  Eigentümer NEB

### Geplante Bahnhöfe und verworfene Planungen
| Station                   | Ortsteil                 | Bezirk               | Bed. | Strecken                                                                   | Anm. |
| ------------------------- | ------------------------ | -------------------- | ---- | -------------------------------------------------------------------------- | ---- |
| Biesdorfer Kreuz          | Biesdorf                 | Marzahn-Hellersdorf  | S    | Berliner Außenring Preußische Ostbahn                                      |      |
| Biesdorf Süd              | Biesdorf                 | Marzahn-Hellersdorf  | S    | Berliner Außenring                                                         |      |
| Blankenfelde Ost          | Blankenfelde, Arkenberge | Pankow               | S    | Blankenburg–Hohen Neuendorf                                                |      |
| Borsigwalde               | Borsigwalde              | Reinickendorf        | S    | Berlin–Kremmen                                                             |      |
| Buchholz                  | Französisch Buchholz     | Pankow               | S    | Blankenburg–Hohen Neuendorf                                                |      |
| Bürknersfelde             | Marzahn, Bürknersfelde   | Marzahn-Hellersdorf  | S    | Springpfuhl–Wartenberg                                                     |      |
| Charlottenburger Chaussee |                          |                      | S    | Spandauer Vorortbahn                                                       |      |
| Hackbuschstraße           | Staaken                  |                      | S    | Berlin–Hamburg                                                             |      |
| Kamenzer Damm             | Mariendorf               | Tempelhof-Schöneberg | S    | Berlin–Dresden                                                             |      |
| Karower Kreuz             | Karow                    | Pankow               | S R  | Berliner Außenring Berlin–Szczecin Springpfuhl–Wartenberg (–Karower Kreuz) |      |
| Kiefholzstraße            |                          |                      | S    | Berliner Ringbahn                                                          |      |
| Nauener Straße            |                          |                      | S    | Berlin–Hamburg                                                             |      |
| Oderstraße                |                          |                      | S    | Berliner Ringbahn                                                          |      |
| Sellheimbücke             |                          |                      | S    | Springpfuhl–Wartenberg (–Karower Kreuz)                                    |      |
| Tempelhofer Freiheit      |                          |                      | S    | Berliner Ringbahn                                                          |      |
| Wasserstadt Spandau       |                          |                      | S    | Jungfernheide–Gartenfeld                                                   |      |

## Rangierbahnhöfe

### Genutzte Anlagen
- Berlin Nordost (am Außenring gelegen)

### Stillgelegte Anlagen
- Berlin Wuhlheide Rbf (1994 stillgelegt, abgebrochen)
- Berlin-Tempelhof Rbf (1952 stillgelegt, abgebrochen)
- Berlin-Pankow (1997 stillgelegt, teilweise abgebrochen)
- Berlin-Lichtenberg (in Abstellbahnhof für Reisezüge umgebaut)
- Berlin-Rummelsburg (in Abstellbahnhof für Reisezüge umgebaut)
- Berlin-Niederschöneweide (1996 stillgelegt)